# Festival de la Canción de Eurovisión 2003
El XLVIII Festival de la Canción de Eurovisión se celebró en Riga (Letonia) el 24 de mayo de 2003. Organizado por la radiodifusora pública Latvijas Televizija (LTV), tuvo lugar en el Skonto Hall y fue presentado por Renārs Kaupers y Marie N.
El evento tuvo unas características similares a la edición celebrada el año anterior en Estonia; al ser un país recién independizado de la Unión Soviética, los letones tuvieron que sacarlo adelante con la ayuda de la televisión sueca (SVT) y de la televisión estonia (ETV). Se introdujeron novedades como el uso de un suelo con pantallas digitales por primera vez en un escenario, así como una green room detrás del escenario para que los espectadores pudieran ver a los artistas durante las votaciones.
El evento contó con la participación de 26 países, representados a través de sus radiotelevisiones nacionales en la Unión Europea de Radiodifusión. La ganadora fue Sertab Erener, representante de Turquía con el tema «Everyway that I can»; era la primera vez que el país otomano cantaba en inglés, y aunque a priori no estaba entre las favoritas terminó haciéndose con el triunfo en una reñida votación frente a Bélgica —representada por Urban Trad— y Rusia —defendida por t.A.T.u., favoritas según las casas de apuestas—. También se produjo el debut en el concurso de Ucrania.
Esta fue la última edición de Eurovisión celebrada en una sola fecha. A partir del Festival de la Canción de 2004 se introdujo un sistema con semifinal y gran final, para dar cabida a todos los países interesados en concursar. Por otra parte, Reino Unido no obtuvo ningún punto por primera vez en su historia.

## Organización

### Sede del festival

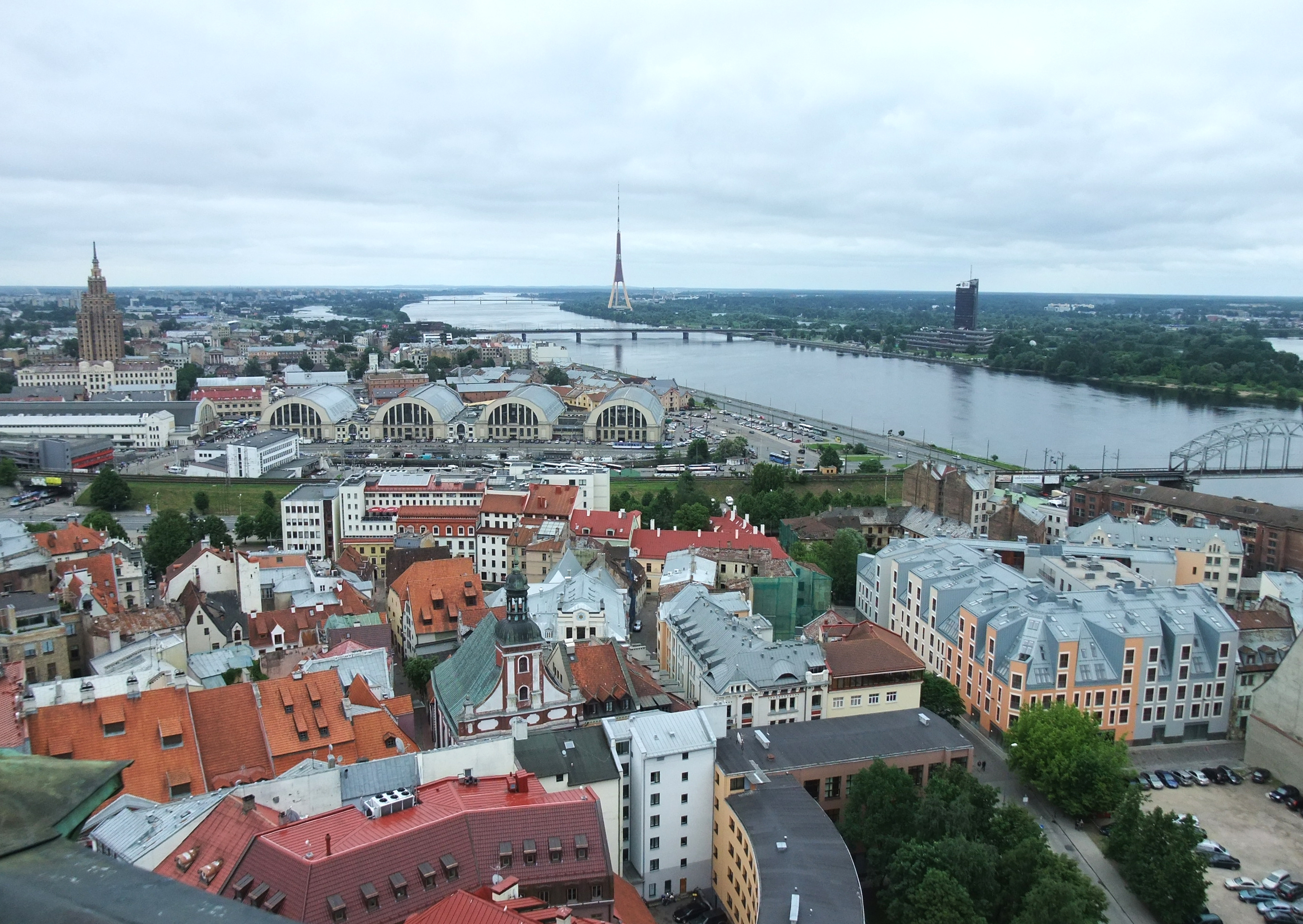
Vista panorámica de Riga desde la Iglesia de San Pedro.

Después de la victoria de Marie N en el Festival de la Canción de Eurovisión 2002 con la canción «I Wanna», la televisión pública Latvijas Televizija (LTV) recibió la invitación para organizar la siguiente edición. Letonia había conseguido la victoria tan solo dos años después de su debut.
La situación de Letonia era la de un país báltico que se había independizado de la Unión Soviética en 1991 y que, tras numerosas reformas, aspiraba a convertirse en miembro de la Unión Europea. En ese sentido hubo similitudes respecto a la edición anterior celebrada en Estonia. Aunque la LTV estaba en una situación financiera mejor que la de su homóloga, tuvo que pedir ayuda financiera al gobierno letón para organizar Eurovisión. El estado se comprometió a cubrir parte de los gastos, mientras que el resto del dinero saldría de los patrocinadores y de la venta de entradas.
El presupuesto total fue de 13 millones de euros: de esa cifra el gobierno letón aportó 5,3 millones, mientras que el ayuntamiento de Riga puso un millón.
A lo largo de los meses hubo desacuerdos organizativos entre la UER y LTV. Arvīds Babris, jefe de la delegación letona en 2002, había sido nombrado productor del Festival de Eurovisión. Sin embargo, fue apartado en marzo de 2003 debido a que la UER se había quejado por el incumplimiento de los plazos previstos. Su sustituta fue Brigita Rozenbrika, con experiencia en organización de eventos internacionales y conciertos. Además, las televisiones públicas de Suecia (SVT) y de Estonia (ETV) ayudaron en la escenografía y en la realización.
El sueco Sven Stojanović fue nombrado director del concurso, en el primero de los tres años consecutivos que ocuparía el cargo, mientras que su compatriota Marius Bratten asumió esta vez la dirección creativa. La británica Sarah Yuen fue la productora ejecutiva de la UER.

#### Candidaturas

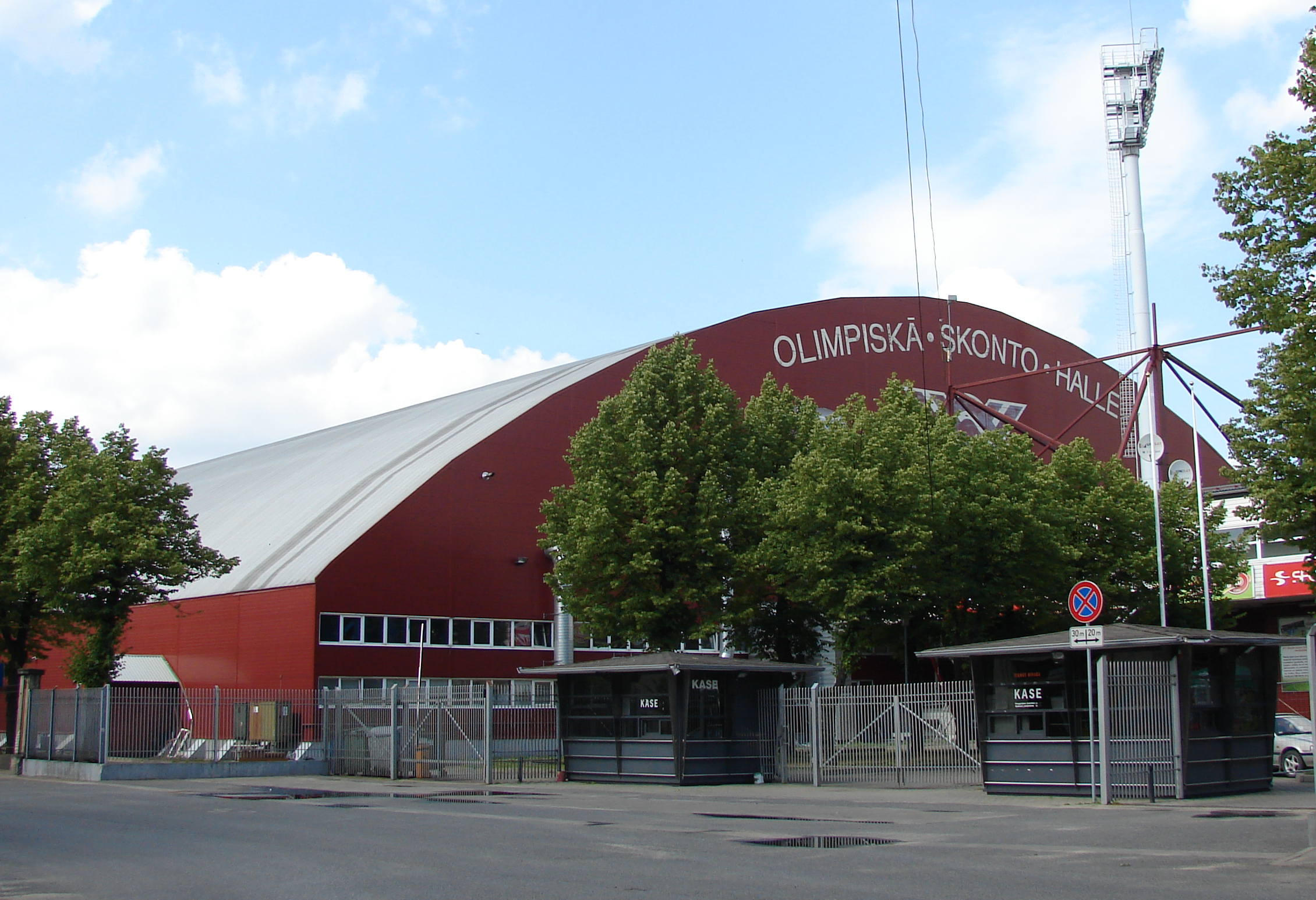
Exterior del Skonto Hall, sede del Festival de Eurovisión 2003.

Hubo tres ciudades que se postularon para organizar el Festival de Eurovisión: Riga, Jūrmala y Ventspils. Desde el primer momento la capital partió como favorita por ser el mayor destino turístico del país. La única candidatura que podía competir con ella era la ciudad costera de Ventspils, sede de la preselección letona, pero la falta de hoteles y transporte suponía una desventaja.
LTV seleccionó como sede el Skonto Hall de Riga, utilizado como pabellón deportivo y de conciertos. La capacidad durante el Festival fue de 6500 localidades.
| Ciudad    | Sede                          | Capacidad |
| --------- | ----------------------------- | --------- |
| Jūrmala   | Sala de Conciertos Dzintari   | 2 000     |
| Riga      | Skonto Hall                   | 6 500     |
| Ventspils | Centro Deportivo de Ventspils | 4 500     |

### Identidad visual
La televisión letona organizó un concurso público para elegir el logotipo de Eurovisión 2003, en el que llegaron a participar más de 200 candidaturas. El diseño vencedor corrió a cargo de Maris Kalve y Kristaps Skulte, miembros del departamento gráfico de LTV, y consistía en una representación abstracta de ríos que «como la música, logran unir a todos los países participantes». Letonia cuenta con más de 12 000 ríos y afluentes en todo su territorio nacional.
El resto de la identidad visual estuvo compuesta por un eslogan, Magical Rendez-vous (en español: «Encuentro mágico»), y una imagen corporativa diseñada con plastimación por el departamento creativo de LTV. 
En cuanto a las postales de las canciones, dirigidas por Ugis Brikmanis, se grabaron la semana anterior al Festival y mostraban a los artistas de visita por distintos lugares del país. La única excepción fue Rusia: como sus representantes t.A.T.u. no quisieron grabarla, LTV recurrió a una postal hecha con imágenes de los ensayos.
El diseño del escenario fue obra de Aigars Ozoliņš y estuvo basado en un concepto llamado «Planeta Letonia» que simulaba el espacio. El plató estaba rodeado de formas circulares y por primera vez se instalaron pantallas digitales por debajo del suelo. También se reforzaron tanto los puntos de cámara como la iluminación. Otra novedad es que la green room estaba situada al fondo del escenario, cubierta por una pantalla con luces que no fue abierta al público hasta el momento de las votaciones.

### Cambios en el reglamento
El Festival de Eurovisión 2003 fue el último que se celebró en una fecha única. El 29 de enero de 2003, la UER aceptó ampliar el concurso a una semifinal y una final desde la edición de 2004. Con esta medida se pretendía dar cabida al cada vez mayor número de países interesados en concursar, así como evitar las eliminaciones de países importantes por un mal puntaje.
Los países clasificados directamente para la final de 2004 serían los cuatro mayores contribuyentes de la UER —Alemania, España, Francia y Reino Unido—, independientemente de su resultado, y los diez mejores clasificados el año anterior. Hubo un cambio en la norma para resolver los empates: en vez de tener en cuenta las máximas puntuaciones, se resolvería según el mayor número de países que votaron por cada canción.
La UER también modificó el plazo de aceptación de canciones: todos los temas publicados después del 1 de octubre de 2002 podían concursar, lo que representa dos meses más de margen que en la pasada edición.

## Países participantes
La cifra de participantes aumentó a 26 países, dos más que el año anterior. Los dieciocho mejor clasificados en la edición de 2002, así como los cuatro mayores contribuyentes de la UER —Alemania, España, Francia y Reino Unido—, obtuvieron plaza en esta edición. Los países que regresaban eran Islandia, Irlanda, Noruega, Países Bajos, Polonia y Portugal. Por el contrario, quedaban eliminados Dinamarca, Finlandia, Lituania, A.R.Y. Macedonia y Suiza.
En esta edición se produjo el debut de Ucrania en el Festival de Eurovisión, representada por la Compañía Nacional de Radiodifusión (NTU).

### Canciones y selección
| País y TV                   | Título original de la canción     | Artista               | Proceso y fecha de selección                             |
| País y TV                   | Traducción al español             | Idioma(s)             | Proceso y fecha de selección                             |
| --------------------------- | --------------------------------- | --------------------- | -------------------------------------------------------- |
| Alemania ARD                | Let's get happy                   | Lou                   | Countdown Grand Prix Eurovision, 07-03-03                |
| Alemania ARD                | Seamos felices                    | Inglés                | Countdown Grand Prix Eurovision, 07-03-03                |
| Austria ORF                 | Weil der Mensch zählt             | Alf Poier             | Final nacional, 14-03-03                                 |
| Austria ORF                 | Porque la gente cuenta            | Alemán                | Final nacional, 14-03-03                                 |
| Bélgica RTBF                | Sanomi                            | Urban Trad            | Elección interna                                         |
| Bélgica RTBF                | -                                 | Idioma imaginario     | Elección interna                                         |
| Bosnia y Herzegovina PBSBIH | Ne brini (Could it be?)           | Mija Martina          | BH Eurosong 2003, 01-03-03                               |
| Bosnia y Herzegovina PBSBIH | No te preocupes (¿puede ser?)     | Bosnio e inglés       | BH Eurosong 2003, 01-03-03                               |
| Chipre CyBC                 | Feeling alive                     | Stelios Constantas    | Elección interna                                         |
| Chipre CyBC                 | Me siento vivo                    | Inglés                | Elección interna                                         |
| Croacia HRT                 | Više nisam tvoja                  | Claudia Beni          | Dora 2003, 09-03-03                                      |
| Croacia HRT                 | Ya no soy tuya                    | Croata e inglés       | Dora 2003, 09-03-03                                      |
| Eslovenia RTVSLO            | Nanana                            | Karmen Stavec         | EMA 2003, 15-02-03                                       |
| Eslovenia RTVSLO            | -                                 | Inglés                | EMA 2003, 15-02-03                                       |
| España TVE                  | Dime                              | Beth                  | Operación Triunfo 2, 17-02-03                            |
| España TVE                  | -                                 | Español               | Operación Triunfo 2, 17-02-03                            |
| Estonia ETV                 | Eighties coming back              | Ruffus                | Eurolaul 2003, 08-02-03                                  |
| Estonia ETV                 | Los ochenta están de vuelta       | Inglés                | Eurolaul 2003, 08-02-03                                  |
| Francia France 3            | Monts et merveilles               | Louisa Baileche       | Elección interna                                         |
| Francia France 3            | Montes y maravillas               | Francés               | Elección interna                                         |
| Grecia ERT                  | Never let you go                  | Mando                 | Final nacional, 26-02-03                                 |
| Grecia ERT                  | Nunca te dejaré ir                | Inglés                | Final nacional, 26-02-03                                 |
| Irlanda RTÉ                 | We've got the world               | Mickey Joe Harte      | You're a Star, 08-03-03                                  |
| Irlanda RTÉ                 | Tenemos el mundo                  | Inglés                | You're a Star, 08-03-03                                  |
| Islandia RÚV                | Open your heart                   | Birgitta Haukdal      | Söngvakeppni Sjónvarpsins 2003, 15-02-03                 |
| Islandia RÚV                | Abre tu corazón                   | Inglés                | Söngvakeppni Sjónvarpsins 2003, 15-02-03                 |
| Israel IBA                  | Words for love (Milim la'ahava)   | Lior Narkis           | Kdam 2003, 23-01-03 (cantante elegido internamente)      |
| Israel IBA                  | Palabras para amor                | Hebreo e inglés       | Kdam 2003, 23-01-03 (cantante elegido internamente)      |
| Letonia LTV                 | Hello from Mars                   | F.L.Y.                | Eirodziesma 2003, 01-02-03                               |
| Letonia LTV                 | Hola desde Marte                  | Inglés                | Eirodziesma 2003, 01-02-03                               |
| Malta PBS                   | To dream again                    | Lynn Chircop          | Malta Song For Europe, 08-02-03                          |
| Malta PBS                   | Volver a soñar                    | Inglés                | Malta Song For Europe, 08-02-03                          |
| Noruega NRK                 | I'm not afraid to move on         | Jostein Hasselgård    | Melodi Grand Prix 2003, 01-03-03                         |
| Noruega NRK                 | No tengo miedo de seguir adelante | Inglés                | Melodi Grand Prix 2003, 01-03-03                         |
| Países Bajos NOS            | One more night                    | Esther Hart           | Nationaal Songfestival 2003, 01-03-03                    |
| Países Bajos NOS            | Una noche más                     | Inglés                | Nationaal Songfestival 2003, 01-03-03                    |
| Polonia TVP                 | Keine Grenzen-Żadnych granic      | Ich Troje             | Final nacional, 25-01-03                                 |
| Polonia TVP                 | Sin fronteras                     | Polaco, ruso y alemán | Final nacional, 25-01-03                                 |
| Portugal RTP                | Deixa-me sonhar (só mais uma vez) | Rita Guerra           | Final nacional, 23-02-03 (cantante elegido internamente) |
| Portugal RTP                | Déjame soñar (solo una vez más)   | Portugués e inglés    | Final nacional, 23-02-03 (cantante elegido internamente) |
| Reino Unido BBC             | Cry baby                          | Jemini                | A Song For Europe, 02-03-03                              |
| Reino Unido BBC             | Llora, cariño                     | Inglés                | A Song For Europe, 02-03-03                              |
| Rumania TVR                 | Don't break my heart              | Nicola                | Final nacional, 01-03-03                                 |
| Rumania TVR                 | No me rompas el corazón           | Inglés                | Final nacional, 01-03-03                                 |
| Rusia C1R                   | Ne ver', ne boysia                | t.A.T.u.              | Elección interna                                         |
| Rusia C1R                   | No creas, no tengas miedo         | Ruso                  | Elección interna                                         |
| Suecia SVT                  | Give me your love                 | Fame                  | Melodifestivalen 2003, 15-03-03                          |
| Suecia SVT                  | Dame tu amor                      | Inglés                | Melodifestivalen 2003, 15-03-03                          |
| Turquía TRT                 | Everyway that I can               | Sertab Erener         | Elección interna                                         |
| Turquía TRT                 | Como pueda                        | Inglés                | Elección interna                                         |
| Ucrania NTU                 | Hasta la vista                    | Olexandr Ponomaryov   | Elección interna                                         |
| Ucrania NTU                 | -                                 | Inglés y español      | Elección interna                                         |

#### Idiomas
De los 26 temas participantes, tan solo cuatro —Austria, Rusia, España y Francia— cantaron en su idioma oficial. Hubo quince temas interpretados íntegramente en inglés; cuatro que alternaban inglés e idioma oficial, y el debut de Ucrania con letra en inglés y título en español. Además, Alemania presentaba una canción con versos en alemán, polaco y ruso. El tema austríaco era en alemán con dialecto estirio.
Bélgica participó con una canción escrita por completo en una lengua imaginaria, algo inédito en la historia del festival.

## El festival

### Candidatas
Las principales favoritas para ganar Eurovisión 2003 en las casas de apuestas eran Rusia y España. La televisión rusa envió por selección interna a t.A.T.u., el dúo femenino formado por Lena Katina y Yulia Vólkova, con la canción «Ne ver', ne boysia»; a pesar de que en los meses previos estuvieron envueltas en distintas polémicas, eran las más famosas a nivel internacional gracias al éxito de «All the things she said». En cuanto a los españoles, Beth era una concursante de la segunda edición de Operación Triunfo que había sido seleccionada con «Dime», tema europop compuesto por Andermay y que se hizo muy popular entre los seguidores del certamen.
Turquía había presentado por selección interna a Sertab Erener, una de las cantantes más populares del país, con una canción en inglés titulada «Everyway that I can». La artista no estaba conforme con la versión de estudio, por lo que llegó a Riga con una nueva versión remasterizada, arreglos en la producción y una vistosa coreografía. Si bien no partía entre las favoritas, ganó muchas opciones en los ensayos con todos los cambios. Otro tema cuyas opciones mejoraron en esa última semana fue el de Bélgica, representado por el grupo folk Urban Trad con «Sanomi», la primera canción escrita en lengua imaginaria.
Los representantes de Polonia, el grupo Ich Troje, habían vencido su preselección nacional con «Keine Grenzen». Sin embargo, también acudieron a la preselección de Alemania con la canción «Liebe macht Spass». En caso de haber ganado ambas, estaban obligados a renunciar a una de las dos candidaturas según el reglamento de la UER.
Después de una serie de malos resultados, Austria presentó al cómico Alf Poier con «Weil der Mensch zählt», una canción irónica escrita en alemán estirio que parodiaba al propio festival. Por otra parte, Ucrania presentó en su debut a Oleksandr Ponomariov, en aquel momento el músico más laureado del país.

### Final
La final de Eurovisión se celebró en el Skonto Hall el 24 de mayo de 2003, a partir de las 22:00 horas (GMT+2), conducida por dos exrepresentantes eurovisivos: Marie N —vencedora del año anterior— y Renārs Kaupers —líder de Brainstorm—. Además hubo dos presentadores en la green room: los periodistas Ilze Jaunalksne y Divs Reiznieks. El sorteo previo determinó que Islandia abriese el concurso y Eslovenia lo cerrase, con una pausa publicitaria entre Israel y Países Bajos.
La votación de 2003 fue una de las más reñidas en la historia de Eurovisión, pues no quedó resuelta hasta el último minuto. Además fue la primera ocasión en que, durante toda la votación, la clasificación se variaba en vivo a medida que los portavoces anunciaban los puntos asignados. La lucha por el primer lugar estuvo copada por tres países: Rusia, Turquía y Bélgica. Al llegar al penúltimo país, los belgas eran líderes a cinco puntos de Turquía —en lo que ya era su mejor clasificación histórica— y a diez de Rusia. Sin embargo, la última votación de Eslovenia modificó este resultado: con tres puntos para Bélgica y diez para los turcos, Sertab Erener superó a Urban Trad para lograr la primera victoria en la historia de Turquía, quedando Bélgica a dos puntos de acabar con 17 años de espera desde su triunfo de 1986. Las grandes favoritas T.A.T.u., a pesar de recibir los últimos 12 puntos en juego, tuvieron que conformarse con el tercer puesto a sólo tres puntos de la candidatura turca.
El triunfo de Turquía fue una sorpresa; con la salvedad del tercer puesto de Şebnem Paker en 1997, el país otomano se había caracterizado por obtener muy malos resultados con canciones en idioma turco. Everyway That I Can era la primera enviada íntegramente en inglés, y aunque la decisión de Sertab fue cuestionada por algunos sectores, sirvió para que la TRT se alzara con el triunfo.
Otro resultado histórico fue el último puesto sin puntos de Reino Unido, hasta entonces una de las mayores potencias eurovisivas. Letonia, en antepenúltimo lugar, fue el primer anfitrión que quedaba fuera de los diez primeros lugares desde 1995.

#### Clasificación
- En negrita, países clasificados para la final de 2004.

| #  | País                 | Intérprete(s)        | Canción                             | Lugar | Puntos |
| -- | -------------------- | -------------------- | ----------------------------------- | ----- | ------ |
| 01 | Islandia             | Birgitta Haukdal     | «Open Your Heart»                   | 9     | 81     |
| 02 | Austria              | Alf Poier            | «Weil Der Mensch Zählt»             | 6     | 101    |
| 03 | Irlanda              | Mickey Joe Harte     | «We've Got The World»               | 12    | 53     |
| 04 | Turquía              | Sertab Erener        | «Everyway That I Can»               | 1     | 167    |
| 05 | Malta                | Lynn Chircop         | «To Dream Again»                    | 25    | 4      |
| 06 | Bosnia y Herzegovina | Mija Martina         | «Ne Brini (Could It Be?)»           | 16    | 27     |
| 07 | Portugal             | Rita Guerra          | «Deixa-me Sonhar (só mais uma vez)» | 22    | 13     |
| 08 | Croacia              | Claudia Beni         | «Više Nisam Tvoja»                  | 15    | 29     |
| 09 | Chipre               | Stelios Constantas   | «Feeling Alive»                     | 20    | 15     |
| 10 | Alemania             | Lou                  | «Let's Get Happy»                   | 11    | 53     |
| 11 | Rusia                | t.A.T.u.             | «Ne Ver', Ne Boysia»                | 3     | 164    |
| 12 | España               | Beth                 | «Dime»                              | 8     | 81     |
| 13 | Israel               | Lior Narkis          | «Words For Love (Milim La'ahava)»   | 19    | 17     |
| 14 | Países Bajos         | Esther Hart          | «One More Night»                    | 13    | 45     |
| 15 | Reino Unido          | Jemini               | «Cry Baby»                          | 26    | 0      |
| 16 | Ucrania              | Oleksandr Ponomariov | «Hasta La Vista»                    | 14    | 30     |
| 17 | Grecia               | Mando                | «Never Let You Go»                  | 17    | 25     |
| 18 | Noruega              | Jostein Hasselgård   | «I'm Not Afraid To Move On»         | 4     | 123    |
| 19 | Francia              | Louisa Baïleche      | «Monts Et Merveilles»               | 18    | 19     |
| 20 | Polonia              | Ich Troje            | «Keine Grenzen-Żadnych Granic»      | 7     | 90     |
| 21 | Letonia              | F.L.Y.               | «Hello From Mars»                   | 24    | 5      |
| 22 | Bélgica              | Urban Trad           | «Sanomi»                            | 2     | 165    |
| 23 | Estonia              | Ruffus               | «Eighties Coming Back»              | 21    | 14     |
| 24 | Rumania              | Nicola               | «Don't Break My Heart»              | 10    | 73     |
| 25 | Suecia               | Fame                 | «Give Me Your Love»                 | 5     | 107    |
| 26 | Eslovenia            | Karmen Stavec        | «Nanana»                            | 23    | 7      |

Fuente: Festival de Eurovisión 2003 (www.eurovision-spain.com) Archivado el 24 de septiembre de 2015 en Wayback Machine.

## Votación

### Sistema de votación
Exclusivamente a través del voto telefónico, cada país otorgaba puntos a sus diez canciones preferidas: 12 puntos para la canción con más apoyos, 10 para la segunda, y de 8 a 1 punto para el resto. En caso de problema técnico o fallo de infraestructura, los votos son otorgados por un jurado reserva de ocho miembros. La UER eliminó por completo los jurados profesionales, de modo que el televoto tuvo siempre prioridad.
Hubo tres países que recurrieron al jurado: Irlanda, Bosnia y Herzegovina, y Rusia. En el caso irlandés se debió a un problema en el recuento del voto telefónico, mientras que en los dos restantes se empleó un sistema mixto de televoto y jurado por problemas de infraestructura

### Tabla de votaciones
| ......Participante..... | Pts. | Bandera de Islandia | Bandera de Austria | Bandera de Irlanda | Bandera de Turquía | Bandera de Malta | Bandera de Bosnia y Herzegovina | Bandera de Portugal | Bandera de Croacia | Bandera de Chipre | Bandera de Alemania | Bandera de Rusia | Bandera de España | Bandera de Israel | Bandera de los Países Bajos | Bandera del Reino Unido | Bandera de Ucrania | Bandera de Grecia | Bandera de Noruega | Bandera de Francia | Bandera de Polonia | Bandera de Letonia | Bandera de Bélgica | Bandera de Estonia | Bandera de Rumania | Bandera de Suecia | Bandera de Eslovenia |
| ----------------------- | ---- | ------------------- | ------------------ | ------------------ | ------------------ | ---------------- | ------------------------------- | ------------------- | ------------------ | ----------------- | ------------------- | ---------------- | ----------------- | ----------------- | --------------------------- | ----------------------- | ------------------ | ----------------- | ------------------ | ------------------ | ------------------ | ------------------ | ------------------ | ------------------ | ------------------ | ----------------- | -------------------- |
| Islandia                | 81   |                     | 0                  | 7                  | 8                  | 12               | 0                               | 0                   | 6                  | 5                 | 1                   | 0                | 0                 | 0                 | 6                           | 0                       | 4                  | 0                 | 12                 | 1                  | 1                  | 3                  | 3                  | 1                  | 0                  | 7                 | 4                    |
| Austria                 | 101  | 10                  |                    | 0                  | 6                  | 0                | 5                               | 10                  | 5                  | 4                 | 2                   | 0                | 8                 | 0                 | 8                           | 8                       | 0                  | 2                 | 8                  | 0                  | 0                  | 4                  | 2                  | 6                  | 0                  | 6                 | 7                    |
| Irlanda                 | 53   | 2                   | 0                  |                    | 5                  | 5                | 0                               | 7                   | 4                  | 7                 | 0                   | 0                | 0                 | 0                 | 0                           | 12                      | 1                  | 0                 | 6                  | 0                  | 0                  | 1                  | 1                  | 0                  | 0                  | 0                 | 2                    |
| Turquía                 | 167  | 3                   | 12                 | 0                  |                    | 4                | 12                              | 8                   | 10                 | 8                 | 10                  | 0                | 3                 | 7                 | 12                          | 7                       | 2                  | 7                 | 10                 | 10                 | 2                  | 0                  | 12                 | 0                  | 10                 | 8                 | 10                   |
| Malta                   | 4    | 0                   | 0                  | 3                  | 0                  |                  | 0                               | 1                   | 0                  | 0                 | 0                   | 0                | 0                 | 0                 | 0                           | 0                       | 0                  | 0                 | 0                  | 0                  | 0                  | 0                  | 0                  | 0                  | 0                  | 0                 | 0                    |
| Bosnia y Herzegovina    | 27   | 0                   | 7                  | 0                  | 12                 | 0                |                                 | 0                   | 8                  | 0                 | 0                   | 0                | 0                 | 0                 | 0                           | 0                       | 0                  | 0                 | 0                  | 0                  | 0                  | 0                  | 0                  | 0                  | 0                  | 0                 | 0                    |
| Portugal                | 13   | 0                   | 0                  | 2                  | 0                  | 0                | 0                               |                     | 0                  | 0                 | 0                   | 0                | 2                 | 0                 | 0                           | 0                       | 3                  | 0                 | 0                  | 6                  | 0                  | 0                  | 0                  | 0                  | 0                  | 0                 | 0                    |
| Croacia                 | 29   | 0                   | 5                  | 6                  | 3                  | 0                | 6                               | 0                   |                    | 0                 | 0                   | 0                | 0                 | 0                 | 0                           | 0                       | 0                  | 1                 | 0                  | 0                  | 0                  | 0                  | 0                  | 0                  | 0                  | 0                 | 8                    |
| Chipre                  | 15   | 0                   | 0                  | 0                  | 0                  | 2                | 0                               | 0                   | 0                  |                   | 0                   | 0                | 0                 | 1                 | 0                           | 0                       | 0                  | 12                | 0                  | 0                  | 0                  | 0                  | 0                  | 0                  | 0                  | 0                 | 0                    |
| Alemania                | 53   | 8                   | 1                  | 4                  | 0                  | 3                | 0                               | 0                   | 0                  | 0                 |                     | 7                | 4                 | 0                 | 2                           | 4                       | 0                  | 0                 | 0                  | 0                  | 5                  | 2                  | 0                  | 2                  | 1                  | 10                | 0                    |
| Rusia                   | 164  | 4                   | 8                  | 0                  | 10                 | 1                | 3                               | 4                   | 12                 | 10                | 8                   |                  | 6                 | 10                | 1                           | 0                       | 12                 | 10                | 2                  | 7                  | 4                  | 12                 | 7                  | 12                 | 7                  | 2                 | 12                   |
| España                  | 81   | 6                   | 0                  | 0                  | 2                  | 0                | 0                               | 12                  | 7                  | 6                 | 0                   | 6                |                   | 12                | 5                           | 0                       | 0                  | 5                 | 0                  | 0                  | 0                  | 0                  | 10                 | 0                  | 5                  | 4                 | 1                    |
| Israel                  | 17   | 0                   | 0                  | 0                  | 0                  | 0                | 0                               | 0                   | 0                  | 0                 | 0                   | 5                | 1                 |                   | 0                           | 0                       | 0                  | 3                 | 0                  | 8                  | 0                  | 0                  | 0                  | 0                  | 0                  | 0                 | 0                    |
| Países Bajos            | 45   | 0                   | 0                  | 5                  | 0                  | 7                | 2                               | 0                   | 0                  | 0                 | 0                   | 10               | 0                 | 2                 |                             | 1                       | 0                  | 0                 | 5                  | 0                  | 0                  | 0                  | 8                  | 0                  | 0                  | 5                 | 0                    |
| Reino Unido             | 0    | 0                   | 0                  | 0                  | 0                  | 0                | 0                               | 0                   | 0                  | 0                 | 0                   | 0                | 0                 | 0                 | 0                           |                         | 0                  | 0                 | 0                  | 0                  | 0                  | 0                  | 0                  | 0                  | 0                  | 0                 | 0                    |
| Ucrania                 | 30   | 0                   | 0                  | 0                  | 0                  | 0                | 0                               | 0                   | 0                  | 0                 | 0                   | 8                | 0                 | 4                 | 0                           | 0                       |                    | 0                 | 0                  | 0                  | 10                 | 5                  | 0                  | 3                  | 0                  | 0                 | 0                    |
| Grecia                  | 25   | 0                   | 0                  | 1                  | 4                  | 0                | 0                               | 0                   | 0                  | 12                | 5                   | 1                | 0                 | 0                 | 0                           | 0                       | 0                  |                   | 0                  | 0                  | 0                  | 0                  | 0                  | 0                  | 2                  | 0                 | 0                    |
| Noruega                 | 123  | 12                  | 2                  | 12                 | 0                  | 6                | 0                               | 5                   | 0                  | 0                 | 7                   | 4                | 0                 | 3                 | 7                           | 6                       | 7                  | 0                 |                    | 3                  | 6                  | 7                  | 6                  | 10                 | 3                  | 12                | 5                    |
| Francia                 | 19   | 0                   | 0                  | 0                  | 0                  | 0                | 8                               | 2                   | 0                  | 0                 | 0                   | 0                | 0                 | 0                 | 0                           | 0                       | 0                  | 0                 | 0                  |                    | 3                  | 0                  | 0                  | 0                  | 6                  | 0                 | 0                    |
| Polonia                 | 90   | 0                   | 10                 | 0                  | 0                  | 10               | 0                               | 0                   | 0                  | 0                 | 12                  | 0                | 5                 | 0                 | 4                           | 2                       | 8                  | 6                 | 4                  | 5                  |                    | 8                  | 5                  | 4                  | 4                  | 3                 | 0                    |
| Letonia                 | 5    | 0                   | 0                  | 0                  | 0                  | 0                | 0                               | 0                   | 0                  | 0                 | 0                   | 0                | 0                 | 0                 | 0                           | 0                       | 0                  | 0                 | 0                  | 0                  | 0                  |                    | 0                  | 5                  | 0                  | 0                 | 0                    |
| Bélgica                 | 165  | 7                   | 4                  | 10                 | 7                  | 0                | 10                              | 6                   | 0                  | 3                 | 6                   | 3                | 12                | 8                 | 10                          | 5                       | 10                 | 8                 | 3                  | 12                 | 12                 | 10                 |                    | 8                  | 8                  | 0                 | 3                    |
| Estonia                 | 14   | 1                   | 0                  | 8                  | 0                  | 0                | 0                               | 0                   | 0                  | 0                 | 0                   | 2                | 0                 | 0                 | 0                           | 3                       | 0                  | 0                 | 0                  | 0                  | 0                  | 0                  | 0                  |                    | 0                  | 0                 | 0                    |
| Rumania                 | 73   | 0                   | 6                  | 0                  | 1                  | 0                | 7                               | 0                   | 1                  | 2                 | 4                   | 12               | 10                | 6                 | 0                           | 0                       | 6                  | 4                 | 1                  | 4                  | 8                  | 0                  | 0                  | 0                  |                    | 1                 | 0                    |
| Suecia                  | 107  | 5                   | 3                  | 0                  | 0                  | 8                | 1                               | 3                   | 2                  | 1                 | 3                   | 0                | 7                 | 5                 | 3                           | 10                      | 5                  | 0                 | 7                  | 2                  | 7                  | 6                  | 4                  | 7                  | 12                 |                   | 6                    |
| Eslovenia               | 7    | 0                   | 0                  | 0                  | 0                  | 0                | 4                               | 0                   | 3                  | 0                 | 0                   | 0                | 0                 | 0                 | 0                           | 0                       | 0                  | 0                 | 0                  | 0                  | 0                  | 0                  | 0                  | 0                  | 0                  | 0                 |                      |

### Portavoces
La lista de portavoces de los votos está ordenada según su aparición:
| - Islandia - Eva María Jónsdóttir - Austria - Dodo Roščić - Irlanda - Pamela Flood - Turquía - Meltem Ersan Yazgan - Malta - Shanon Borg - Bosnia y Herzegovina - Ana Vilenica - Portugal - Helena Ramos - Croacia - Davor Meštrović - Chipre - Loukas Hamatsos | - Alemania - Axel Bulthaupt - Rusia - Yana Churikova - España - Anne Igartiburu (Presentadora de «Corazón») - Israel - Michal Zoharetz - Países Bajos - Marlayne (representante en 1999) - Reino Unido - Lorraine Kelly - Ucrania - Lyudmyla Hariv - Grecia - Alexis Kostalas - Noruega - Roald Øyen | - Francia - Sandrine François (representante en 2002) - Polonia - Marie Myriam (ganadora de Eurovisión 1977) - Letonia - Ģirts Līcis - Bélgica - Corinne Boulangier - Estonia - Ines (representante en 2000) - Rumania - Leonard Miron - Suecia - Kattis Ahlström (presentadora en 2000) - Eslovenia - Peter Poles |

### Máximas puntuaciones
| N. | A                    | De                                                   |
| -- | -------------------- | ---------------------------------------------------- |
| 5  | Rusia                | Croacia, Ucrania, Letonia, Estonia, Eslovenia        |
| 4  | Turquía              | Austria, Bosnia y Herzegovina, Países Bajos, Bélgica |
| 3  | Bélgica              | España, Francia, Polonia                             |
| 3  | Noruega              | Islandia, Irlanda, Suecia                            |
| 2  | España               | Portugal, Israel                                     |
| 2  | Islandia             | Malta, Noruega                                       |
| 1  | Bosnia y Herzegovina | Turquía                                              |
| 1  | Chipre               | Grecia                                               |
| 1  | Grecia               | Chipre                                               |
| 1  | Irlanda              | Reino Unido                                          |
| 1  | Polonia              | Alemania                                             |
| 1  | Rumania              | Rusia                                                |
| 1  | Suecia               | Rumania                                              |

## Controversia

### Problemas organizativos
En los meses previos al festival se produjeron desencuentros entre la UER y la televisión letona (LTV) a cuenta de la organización. En marzo de 2003, el tabloide danés B.T. publicó las declaraciones de un directivo de la UER, Bjørn Erichsen, sobre los problemas que LTV estaba teniendo para cumplir los plazos previstos, e incluso la posibilidad de llevarse la edición a otro país. El director de LTV, Uldis-Ivars Grava, negó estos extremos y aseguró que el concurso se celebraría sin contratiempos. No obstante, el estallido de la crisis llevó a que el productor ejecutivo propuesto por LTV fuese reemplazado a dos meses de la final.
Otro problema recurrente fue el presupuesto asignado. El semanario alemán Der Spiegel entrevistó en enero de 2003 a Guntars Kukuls, portavoz del ayuntamiento de Riga, quien explicó que los problemas financieros del consistorio podían llevarles a renunciar a Eurovisión. La situación se solucionó con una modificación de la partida presupuestaria.

### Candidatura de Rusia
El grupo femenino t.A.T.u., formado por Lena Katina y Yulia Vólkova, fue elegido representante de Rusia por selección interna. En aquella época esta banda era tan popular como controvertida, debido a su actitud detrás de los escenarios y por la decisión del productor, Ivan Shapovalov, de publicitarlas como si fueran una pareja lesbiana. Durante los meses previos al evento, la banda aprovechó su condición de favorita en las apuestas para promocionarse a través de numerosas polémicas, incluyendo insultos a la representante de Alemania.
Una semana antes del festival, t.A.T.u. se negó a actuar en el primer ensayo general, alegando que Yulia tenía dolor de garganta, y rechazaron atender a la prensa desplazada. Además llegó a especularse con un posible desnudo improvisado en la final. Si bien la UER planteó un corte de señal en caso de que la puesta en escena tuviera elementos «inapropiados» para un público familiar, el dúo no puso más dificultades en los siguientes ensayos y la actuación de la final transcurrió sin incidentes.

### Votaciones de Irlanda
Después de haber quedado en tercera posición, la televisión pública rusa presentó una queja oficial porque RTÉ, la radiodifusora irlandesa, había utilizado el jurado de reserva en vez del televoto. En su comunicado, explicaron que se sentían perjudicados porque «debido a la insignificante diferencia de puntos entre el primer y el tercer puesto, creemos que este fallo pudo haber afectado al resultado final». El jurado irlandés no dio ningún punto a t.A.T.u., quedando solo a tres de distancia sobre la vencedora.
La razón por la que Irlanda utilizó el jurado de reserva fue porque, en la noche del sábado, la teleoperadora irlandesa Eircom tuvo problemas para gestionar el voto telefónico y entregar los datos a tiempo. Por esta razón la UER avaló la decisión irlandesa y mantuvo el marcador final. Días después, RTÉ publicó los resultados del televoto: de haber sido válido, Turquía habría ganado igualmente al recibir la máxima puntuación, pero Rusia se habría llevado diez puntos que le aupaban al segundo lugar.